# ティップタップ
『ティップタップ』（Tip Top）とは、1983年2月に発売されたセガの業務用ゲーム。
海外版およびSC-3000/SG-1000版のタイトルは『Congo Bongo』（コンゴボンゴ）。

## 概要
プレイヤーはサファリハンターとなり、自分のテントに放火したゴリラの「ボンゴ」を捕まえて復讐するという、クオータービューのアクションゲーム。
池上通信機が開発を担当した。池上通信機は1981年に任天堂から委託を受けて『ドンキーコング』を開発した会社であり、『ティップタップ』はその正当後継作として制作された。しかし後に池上通信機は『ドンキーコング』の権利をめぐって任天堂と裁判を起こすことになり、その煽りを受けて『ティップタップ』はセガから発売されることになったという経緯がある。
ゲーム内容としては『ドンキーコング』や『フロッガー』に近いが、画面がクォータービューになるなどの進化が見られる。面クリアすると、画面がそのままスクロールする演出もある。『ドンキーコング』同様4つの面があり、それをクリアすると難易度が上がって1面からループする。
『ドンキーコング』ほどのヒットとはならなかったものの、北米では多くのコンシューマ機に移植された。 近年でも北米では『Sega Genesis Collection』（PlayStation Portable）や『Sonic's Ultimate Genesis Collection』（PlayStation 3、Xbox 360）などに収録されている他、日本でも『SEGA AGES 2500シリーズ Vol.23 セガメモリアルセレクション』（PlayStation 2）に収録されて発売をされている。
2014年にはセガキャラクターが多数出てくるテレビアニメ『Hi☆sCoool! セハガール』にコンゴボンゴが登場した。

## 移植版
SC-3000/SC-1000版
1983年7月発売。画面構成がクォータービューから正面図に変更されている。ステージ数も後半の2ステージがカットされ前半の2ステージのみに減っている。

## 参照
1. ↑  「立体的画面で斜上へ進む ジャングル探検 セガ社T-12型で「TIP TOP」」『ゲームマシン』第208号（アミューズメント通信社）1983年3月15日、19面。オリジナルの2019年11月20日時点におけるアーカイブ。
2. ↑  “SEGA AGES 2500 シリーズ Vol.23 セガメモリアルセレクション（収録タイトル紹介『コンゴボンゴ』）”. SEGA AGES 2500.   セガ. 2006年2月11日時点のオリジナルよりアーカイブ。2024年6月10日閲覧。
3. ↑  ドンキーコング裁判についてちょこっと考えてみる Archived 2010年3月12日, at the Wayback Machine.2009-02-01閲覧
4. ↑  『それは『ポン』から始まった : アーケードTVゲームの成り立ち』赤木真澄、アミューズメント通信社、2005年、ISBN 4-9902512-0-2.
5. ↑  「セガ社家庭用ソフト70種」『ゲームマシン』第283号（アミューズメント通信社）1986年5月1日、10面。オリジナルの2019年11月2日時点におけるアーカイブ。